# Big Band Uniwersytetu Zielonogórskiego
Big Band Uniwersytetu Zielonogórskiego – big-band powstały w 1998 roku na bazie prowadzonego przez Jerzego Szymaniuka Studium Muzyki Jazzowej.
Osiągnięcia:
- III miejsce, trzykrotne II miejsce oraz GRAND PRIX I miejsce Festiwalu Big Bandów,
- dwukrotne wyróżnienia oraz dwie Złote Tarki na Old Jazz Meeting,
- nagroda specjalna 35. Festiwalu Jazz nad Odrą,
- nagroda dla najlepszego zespołu IV Ogólnopolskiego Przeglądu Młodych Zespołów Jazzowych i Bluesowych w Gdyni
- II miejsce na Międzynarodowym Festiwalu Big Bandów Swinging Saxonia Glauchau.

Orkiestra ma w repertuarze około 100 utworów.
Big Band koncertował między innymi z Piotrem Baronem, Jarosławem Śmietaną, Stanisławem Cieślakiem, Janem Ptaszynem Wróblewskim, Zbigniewem Namysłowskim, Ewą Urygą, Urszulą Dudziak, Maćkiem Sikałą, Zbigniewem Lewandowskim, Piotrem Wojtasikiem, Grzegorzem Nagórskim, Krzysztofem Kiljańskim, Mikelem Russellem, Ralfem Rickertem, Nicki Brownem oraz Priscillą Jones.